# Lianne La Havas
Lianne La Havas (født 23. august 1989) er en soul- og folksanger/-sangskriver/-multiinstrumentalist fra Storbritannien. Hendes debut-EP, Lost & Found, udkom den 21. oktober 2011, og hendes debutalbum, Is Your Love Big Enough?, udkom den 9. juli 2012 med sangen "Lost & Found" som den officielle førstesingle.